# Awoingt British Cemetery
Awoingt British Cemetery is een Britse militaire begraafplaats gelegen in de Franse gemeente Awoingt (Noorderdepartement). De begraafplaats werd ontworpen door Charles Holden en ligt langs een onverharde weg op 650 m ten noordoosten van het dorpscentrum (Église Saint-Martin). Ze heeft een plattegrond dat gelijkt op het schip van een kerk en wordt omgeven door een natuurstenen muur. Het Cross of Sacrifice staat bijna in het midden tegen de noordelijke muur en de Stone of Remembrance staat achteraan in de apsis van het terrein. De toegang bevindt zich links aan de voorzijde en bestaat uit een metalen hekje tussen twee witte stenen zuiltjes.
Er liggen 716 doden begraven.
De begraafplaats wordt onderhouden door de Commonwealth War Graves Commission.

## Geschiedenis
Het gebied was in de tweede helft van 1918 het toneel van de eindstrijd van de geallieerde troepen tegen het Duitse leger. Het dorp was op 9 en 10 oktober veroverd en op 28 oktober werden de 38th, de 45th en de 59th Casualty Clearing Stations (C.C.S.) in de omgeving gestationeerd. De begraafplaats werd in de tweede helft van oktober 1918 aangelegd en gebruikt tot midden december daaropvolgend. De grote meerderheid van de doden waren afkomstig van deze veldhospitalen. Na de wapenstilstand werden nog 16 slachtoffers vanuit het omliggende land naar hier overgebracht. 
Er liggen 637 Britten, 15 Nieuw-Zeelanders, 1 Indiër, 57 Duitsers en 6 Fransen begraven. Voor één slachtoffer werd een Special Memorial opgericht omdat zijn graf niet meer teruggevonden werd.

## Onderscheiden militairen
- Harold Ritchie, luitenant-kolonel bij de Cameronians (Scottish Rifles) werd tweemaal onderscheiden met de Distinguished Service Order (DSO and Bar).
- Charles Gerald Bush, majoor bij het Royal Army Service Corps werd onderscheiden met de Distinguished Service Order (DSO).
- Reginald Brown, majoor bij de Royal Horse Artillery, C.B. Dixon, kapitein bij het York and Lancaster Regiment, Henry E. Hodding, luitenant bij de Sherwood Foresters (Notts and Derby Regiment), James Malley-Martin, luitenant bij het Border Regiment en Benjamin Molyneux, luitenant bij het Cheshire Regiment werden onderscheiden met het Military Cross (MC). C.B.L. Balcombe, majoor bij de Royal Engineers verwierf deze onderscheiding tweemaal (MC and Bar).
- de compagnies sergeant-majoors John Lindon en Joseph Robson, de korporaal Albert George Crough en soldaat Mark Peel werden onderscheiden met de Distinguished Conduct Medal (DCM). Sergeant Horace Osborne en korporaal E. Booth ontvingen ook nog de Military Medal (DCM, MM).
- kwartiermeester sergeant C.L.A. Hogan, sergeant Georges Brooks Dooel en korporaal John Owen Eley werden onderscheiden met de Meritorious Service Medal (MSM).
- T.S.H. Mathieson, korporaal bij de Durham Light Infantry werd tweemaal onderscheiden met de Military Medal (MM and Bar).
- nog 24 militairen ontvingen de Military Medal (MM).